# اس‌بی-۲۱۶۶۴۱
اس‌بی-۲۱۶۶۴۱ (انگلیسی: SB-216641) یک داروی آنتاگونیست گیرنده ۱ بی سروتونین که بیش از ۲۵ برابر نسبت به گیرنده ۱ دی سروتونین برای 5-HT1B انتخابی است. این دارو در پژوهش‌های علمی کاربرد دارد و در مطالعات جانوری، خواص  ضداضطرابی از خود نشان داده‌است.